# 30093 McClanahan
30093 McClanahan este o planetă minoră (asteroid), cu un diametru de 4,315 km, din centura de asteroizi. A fost descoperită pe 11 martie 2000 la Stația Anderson Mesa de Lowell Observatory Near-Earth-Object Search. 
Obiectul prezintă o orbită caracterizată de o semiaxă mare de 2,6660579 UAi, o excentricitate de 0,2820712, o înclinație de 13,21354 ° în raport cu ecliptica.